# 加伍德冰川
78°1′S 163°57′E / 78.017°S 163.950°E
加伍德冰川是南極洲的冰川，位於維多利亞地的斯科特海岸，由英國探險隊繪入地圖，該冰川以倫敦大學的地質學教授命名。